# Tây Hồ (xã)
Tây Hồ là một xã thuộc huyện Thọ Xuân, tỉnh Thanh Hóa, Việt Nam.

## Địa lý
Xã Tây Hồ nằm ở gần trung tâm huyện Thọ Xuân, có vị trí địa lý:
- Phía đông giáp xã Bắc Lương
- Phía tây giáp xã Xuân Giang
- Phía nam giáp các xã Nam Giang và Xuân Sinh
- Phía bắc giáp thị trấn Thọ Xuân và xã Xuân Trường.

Xã Tây Hồ có diện tích 3,08 km², dân số năm 2019 là 3.765 người, mật độ dân số đạt 1.222 người/km².

## Hành chính
Xã Tây Hồ được chia thành 3 thôn: Nam Thượng, Hội Hiền, Đống Nải.